# 9306 Pittosporum
9306 Pittosporum è un asteroide della fascia principale. Scoperto nel 1987, presenta un'orbita caratterizzata da un semiasse maggiore pari a 2,8756443 UA e da un'eccentricità di 0,0245364, inclinata di 1,55060° rispetto all'eclittica.
Prende il suo nome dal Pittosporum, genere di piante ornamentali.